# El Hadji Diouf (labdarúgó, 1988)
El Hadji Doiuf (Dakar, 1988. augusztus 20. –) szenegáli labdarúgó, középpályás.

## Pályafutása
A Szombathelyi Haladás NB I-es csapatába igazolt 2010. január 12-én. Fél évig erősítette a szombathelyi csapatot.